# Dynastie Kalaimamahu
Dynastie Kalaimamahu (havajsky: Hale o Kalaimamahu, anglicky: House of Kalaimamahu) byla domorodá dynastie, která vládla Havajským ostrovům v letech 1872-–1874, byla druhou a předposlední havajskou královskou dynastií. Jediným panovníkem této dynastie byl havajský král Lunalilo.
Dynastie Kalaimamahu byla mladší větví dynastie Keoua, ze které pocházela také dynastie Kamehameha, která ale patřila ke starším větvím rodu.
Když v roce 1872 zemřel bez dědice poslední havajský král Kamehameha V. z dynastie Kamehameha a před smrtí neměl následníka ani nástupce neurčil, rozhodovala o budoucím králi vláda podle královské konstituce. Kandidáti na krále byli dva královi bratranci, jediní mužští příbuzní zemřelého krále. Prvním byl William Lunalilo a druhým byl David Kalākaua. Oba se vznešeným původem.
Jelikož byl David Kalakaua více konzervativnější než William Lunalilo který byl spíše liberálnější a také více oblíbený a tak to byl právě Lunalilo kdo byl zvolen králem, navíc Lunalilo měl větší dynastický nárok na trůn. David Kalākaua tuto volbu přijal. Král Lunalilo však nevládl dlouho. Po roce a 25 dnech vlády, zemřel na tuberkulózu aniž by stejně jako Kamehameha V. zanechal dědice nebo určil nástupce. 
A tak byl havajským králem zvolen Kalākaua, z třetí a poslední havajské dynastie (jméno dynastie?), který nebyl zvolen v předchozí volbě. Král Kalākaua zemřel v roce 1891. Po něm nastoupila jeho sestra Liliuokalani, která byla o dva roky později svržena a Havajské království zaniklo.